# استان میلان
استان میلان (به ایتالیایی: Provincia di Milano) به مرکزیت شهر میلان، یکی از استان‌های ناحیهٔ لمباردی در شمال ایتالیاست.
این استان که تاریخ بنیادش به سال ۱۸۶۰ میلادی بازمی‌گردد در شمال خود با استان‌های وارزه و مونتزا و بریانتزا، در شرق با استان‌های برگامو، کریمونا و لودی، در جنوب با استان پاویا و در غرب با استان نووارا در ناحیهٔ پیدمونت هم‌مرز است.
همچنین شهرک سن کلمبانو ال لمبرو که بین استان‌های لودی و پاویا واقع شده است نیز متعلق به استان میلان است.
استان میلان ۱۵۷۵ کیلومتر مربع مساحت داشته و دارای ۱۳۴ کُمونه (در جمع کمونی) یا ناحیهٔ شهری است و جمعیت آن در سرشماری ۳۰ نوامبر ۲۰۱۰ برابر با ۳٬۱۵۱٬۶۶۷ نفر بوده است.
سرانهٔ تولید ناخالص داخلی این استان ۳۶٬۵۳۰ یورو است و از این نظر استان میلان یکی از ثروتمندترین استان‌های ایتالیا به‌شمار می‌رود.

## بزرگترین شهرهای استان میلان
ده شهر یا کمونهٔ بزرگ استان میلان بر اساس جمعیت آنها در سرشماری ۳۰ ژوئن ۲۰۱۰ به ترتیب زیر است:
| ردیف | نام کُمونه            | جمعیت     | مساحت (کیلومتر مربع) | تراکم (سکنه در کیلومتر مربع) | ارتفاع (متر) |
| ---- | -------------------- | --------- | -------------------- | ---------------------------- | ------------ |
| ۱    | میلان                | ۱٫۳۱۳٫۳۷۴ | ۱۸۱٬۷۵               | ۷٫۲۲۶                        | ۱۲۲          |
| ۲    | سستو سان جووانی      | ۸۱٫۰۱۵    | ۱۱٬۷۴                | ۶٬۹۰۱                        | ۱۴۰          |
| ۳    | چینسلو بالسامو       | ۷۴٫۰۷۱    | ۱۲٬۷                 | ۵٬۸۳۲                        | ۱۵۴          |
| ۴    | لنیانو               | ۵۸٫۵۵۴    | ۱۷٬۷۲                | ۳٬۳۰۴                        | ۱۹۹          |
| ۵    | رو                   | ۵۰٫۷۸۴    | ۲۲٬۳۲                | ۲٫۲۷۵                        | ۱۵۸          |
| ۶    | کولونیو مونززه       | ۴۷٫۶۹۹    | ۸٬۴۶                 | ۵٫۶۳۸                        | ۱۳۴          |
| ۷    | پادرنو دونیانو       | ۴۷٫۶۰۶    | ۱۴٬۱                 | ۳٬۳۷۶                        | ۱۶۳          |
| ۸    | روتزانو              | ۴۱٫۰۹۴    | ۱۳٬۰۱                | ۳٬۱۵۹                        | ۱۰۳          |
| ۹    | سان جولیانو میلانیزه | ۳۶٫۵۱۹    | ۳۰٬۷۱                | ۱٬۱۸۹                        | ۹۸           |
| ۱۰   | بولاته               | ۳۶٫۴۴۷    | ۱۳٬۱۳                | ۲٬۷۷۶                        | ۱۵۶          |